# Francisco Delgado
 w 
Francisco Delgado Hernández (ur. 5 listopada 1937 w Madrycie) – hiszpański zapaśnik walczący w stylu klasycznym. Olimpijczyk z Rzymu 1960, gdzie zajął siedemnaste miejsce w kategorii do 67 kg.

## Letnie Igrzyska Olimpijskie 1960
| Konkurencja          | Rundy eliminacyjne   | Rundy eliminacyjne      | Klas. końcowa |
| Konkurencja          | Przeciwnik I         | Przeciwnik II           | Miejsce       |
| -------------------- | -------------------- | ----------------------- | ------------- |
| 67 kg styl klasyczny | Gustav Freij (SWE) P | Jacques Pourtau (FRA) P | 17.           |